# Manhattan Brothers
The Manhattan Brothers furono un gruppo musicale molto popolare in Sudafrica negli anni quaranta e cinquanta. Il loro stile univa elementi jazz di provenienza statunitense (ragtime, jive, swing e doo-wop) ad armonie della tradizione zulu e africana. All'apice della loro carriera, i Manhattan Brothers divennero un fenomeno di costume oltre che musicale: erano idolatrati da buona parte della gioventù delle aree urbane, che oltre a comprare i loro dischi cercava di imitarne il look. I Brothers erano noti per indossare abiti eleganti e in generale ostentare la loro ricchezza in modo sfacciato, anche come rivalsa esplicita nei confronti delle privazioni a cui li costringeva il regime dell'apartheid.
Il gruppo fu fondato da quattro ex compagni di scuola: Joe Mogotsi, Ronnie Sehume, Rufus Khoza e Nathan Mdledle, che avevano iniziato a cantare in un gruppo scolastico chiamato "Manhattan Stars". Nel 1933, dopo essere divenuti popolari grazie alle loro esibizioni dal vivo, ottennero un contratto discografico dalla Gallo Records, all'epoca l'unica etichetta attiva in Sudafrica. Negli studi della Gallo si trovarono a dover incidere con musicisti bianchi che si rifiutavano di rivolgere loro direttamente la parola. Le registrazioni si protrassero nel tempo, e l'inizio della Seconda guerra mondiale impedì il loro completamento.
Negli anni quaranta i Manhattan Brothers accolsero nel gruppo la cantante Miriam Makeba, a quell'epoca relativamente sconosciuta. Makeba rimase con il gruppo per buona parte degli anni cinquanta. In questo periodo lo stile dei Manhattan Brothers iniziò a mutare e il gruppo perse gradualmente consenso da parte del pubblico. Alla fine degli anni '50 Makeba abbandonò per creare un proprio gruppo musicale, gli Skylarks, che sarebbero diventati il suo trampolino per il successo anche internazionale.
I Manhattan Brothers continuarono a suonare senza Makeba, ma l'inasprirsi delle leggi segregazioniste in Sudafrica rese la loro attività sempre più difficile. Nel 1961, il gruppo partecipò al musical King Kong, ottenendo in questo modo il permesso di lasciare il paese. Decisero quindi di cogliere l'occasione e di non rimpatriare. Anche Makeba, tra l'altro, abbandonò il Sudafrica insieme a loro, al seguito della compagnia di King Kong.
Trasferitisi all'estero, i Manhattan Brothers ottennero un contratto con la EMI, che produsse alcuni loro dischi, mai distribuiti fuori dal Regno Unito.
Dopo la caduta dell'apartheid, i Manhattan Brothers ottennero dal governo del Sudafrica il riconoscimento ufficiale noto come "Order of Ikhamanga".